# Chionaema sublutipes
Chionaema sublutipes là một loài bướm đêm thuộc phân họ Arctiinae, họ Erebidae.